# 集童場
集童場（しゅうどうじょう）は、長府藩士の熊野則之らが1864年（元治元年）に長府（現・山口県下関市）に設けた鍛錬道場。
福田扇馬が自宅で開いていた家塾・桜柳亭を母体に、熊野則之が福田扇馬や福原和勝らとともに創設した。
幼少年を親元から離して、寝食を共にしながら切磋琢磨させ、心身を鍛練する事によって優れた人物を育成するという目的で運営されていた。
15歳以上の藩士の子弟を集めた敬業館に対し、15歳以下で身分に関係なく優秀な人材を集めていた事から『長府の松下村塾』とも呼ばれている。
後に、敬業館とともに豊浦尋常高等小学校（現・下関市立豊浦小学校）豊浦中学校（現・山口県立豊浦高等学校）となり、豊浦小学校の多目的教室が集童場という名義で使用されており、教室札も当時の看板が使用されている。

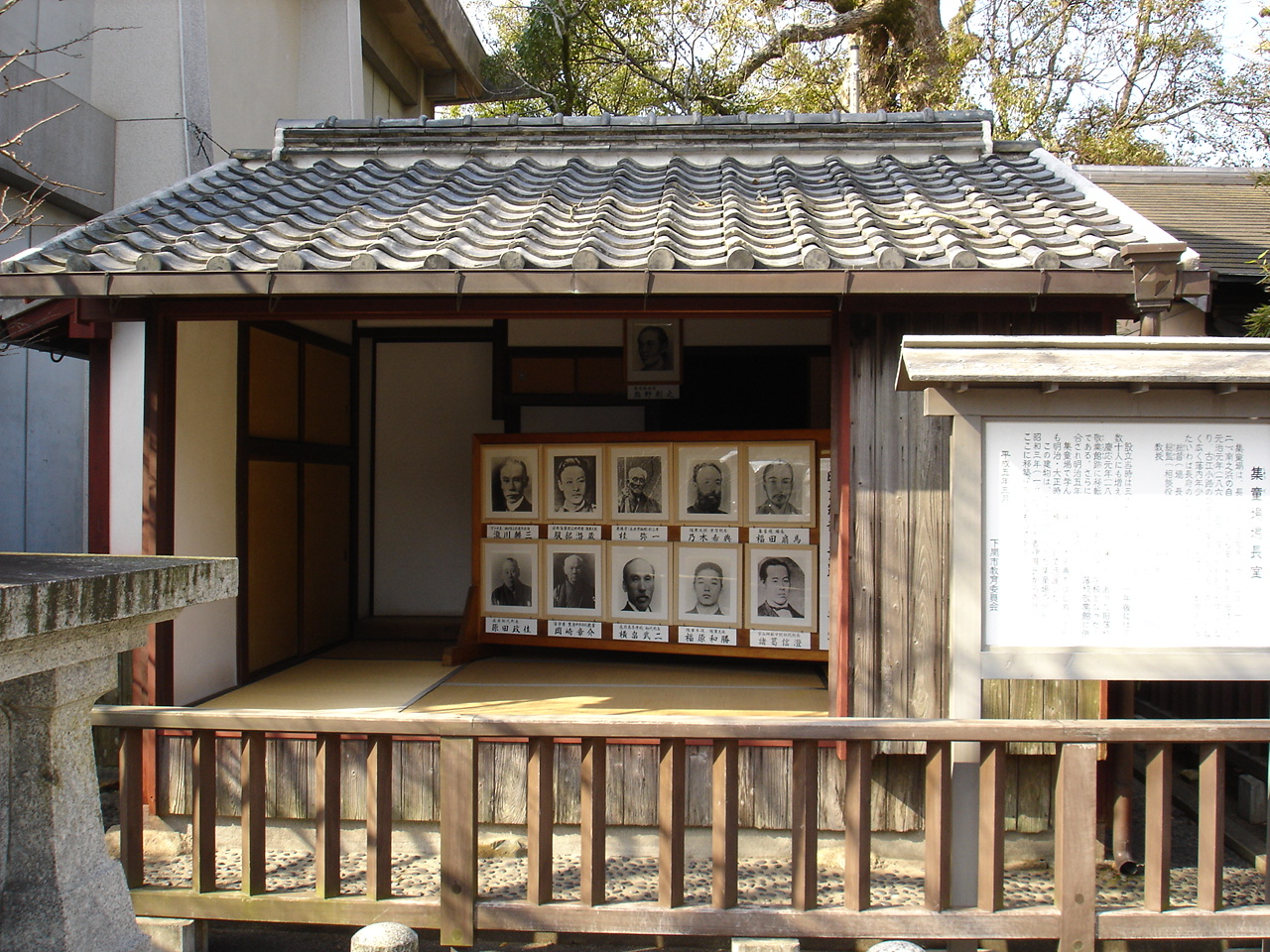
集童場・場長室

## 主な関係者
- 熊野則之
- 福田扇馬
- 福原和勝
- 乃木希典
- 桂弥一
- 滝川辨三
- 諸葛信澄
- 服部潜蔵
- 原田政佳
- 横畠武二
- 岡崎章介